# Krisztián Simon
Dans le nom hongrois Simon Krisztián, le nom de famille précède le prénom, mais cet article utilise l’ordre habituel en français Krisztián Simon, où le prénom précède le nom.
Krisztián Simon, né le 10 juin 1991 à Budapest, est un footballeur international hongrois qui évolue au poste de milieu de terrain au club allemand du TSV Munich.

## Palmarès
- Coupe de Hongrie : 2014